# Stein (Mittelfranken)

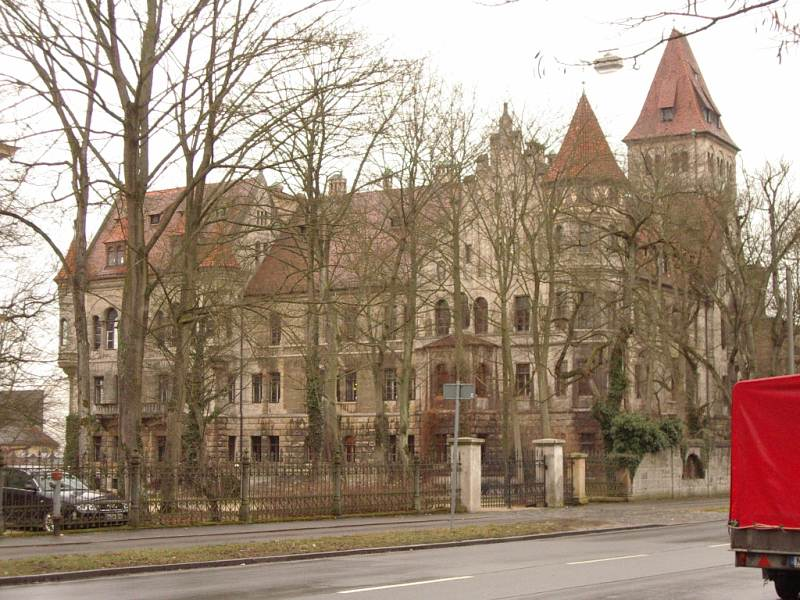
Stein
(Castelul Stein)

Stein este un oraș din Franconia Mijlocie, landul Bavaria, Germania.